# Batak (distrikt)
Batak (bulgariska: Батак) är ett distrikt i Bulgarien.   Det ligger i kommunen Obsjtina Pavlikeni och regionen Veliko Tărnovo, i den centrala delen av landet, 180 kilometer öster om huvudstaden Sofia.